# Danilo Ronzani
Danilo Ronzani (Roma, 28 febbraio 1960) è un ex calciatore italiano, di ruolo difensore.

## Carriera
Cresce nel Velletri, che nel 1978 lo cede al Bari, dove milita per cinque stagioni in Serie B fino al 1983, quando i pugliesi retrocedono in Serie C1 e dopo tre partite di campionato viene trasferito alla Sambenedettese, nuovamente in cadetteria.
Dopo un solo anno nelle Marche passa al Pescara, dove partecipa per altre tre stagioni alla Serie B, conquistando la promozione in Serie A nel 1987.
Dal 1989 al 1991 Ronzani milita nel Mantova in Serie C1, e successivamente gioca nel Suzzara in Serie C2, fino al 1993.
In carriera ha totalizzato 201 presenze in Serie B.
Danilo Ronzani fa attualmente l'osservatore per il Frosinone Calcio. Domenica 10 aprile 2017, è tornato in campo a 57 anni come giocatore, in Prima Categoria Abruzzese con la maglia della Virtus Pescara.

## Palmarès

### Club

#### Competizioni nazionali
- Serie C1: 1

Bari: 1983-1984
- Campionato italiano di Serie B: 1

Pescara: 1986-1987